# Arch Shaw
Pour les articles homonymes, voir Shaw.
Arch Wilkinson Shaw, né à Jackson (Michigan) le 4 août 1876 et mort le 9 mars 1962, est un théoricien américain du management, qui prône l’application des idées de l'organisation scientifique du travail aux domaines du bureau et du secteur tertiaire. Il est aussi, pendant la Première Guerre mondiale, secrétaire du Commercial Economy Board, ainsi que membre du conseil d'administration de la Harvard Business School.

## Biographie
Arch Shaw arrête ses études à l'Olivet College (en) avant d'obtenir son diplôme, et fonde à l'âge de 23 ans, en 1899, avec L.C. Walker, la Shaw-Walker Company, spécialisée dans les fournitures de bureau et les fiches et fichiers. Quatre ans plus tard, tout en demeurant dans le conseil d'administration de la firme, il fonde la Shaw Company, qui publie les revues System, The Magazine of Business, spécialisée dans le tertiaire et la bureautique (dactylographie, meubles de bureaux, etc.), et Factory. Cette firme publie aussi des livres sur le management. Shaw la vend en 1928 à McGraw-Hill Company.
Il prend une année sabbatique en 1910, alors que son entreprise est florissante, pour aller étudier l'économie à Cambridge, où il apprécie particulièrement les cours de Frank Taussig (en), manifestant par la suite son influence dans ses écrits. Il se lie aussi d'amitié avec le professeur d'histoire économique Edwin Francis Gay, premier dean de la Harvard Business School. En 1911, Shaw devient lecturer, inaugurant le premier cours de Business Policy, et membre du conseil d'administration de la Harvard Business School. Il écrit alors l'article Some Problems in Market Distribution, publié en août 1912 dans le Quarterly Journal of Economics, et qui devient un article fondateur des études de marketing. Avec E. Gay, il participe ensuite à la fondation du Harvard Bureau of Business Research, qu'il contribue à financer. Il est aussi actionnaire et membre du conseil d'administration de la Kellogg Company.
Shaw soutient dans ses livres et la revue System que le gouvernement fédéral devrait participer à la collecte et au traitement de données concernant les affaires. En 1917, alors que les États-Unis s'apprêtent à entrer en guerre, il persuade le Conseil de défense nationale de créer le Commercial Economy Board, dont il devient le secrétaire. Ce conseil devient ensuite la division de conservation du War Industries Board (en), toujours sous sa responsabilité.